# José Cabanillas
José Avelino Cabanillas (Córdoba, 1862 - Buenos Aires, 26 de junio de 1919) fue un político argentino que ejerció como gobernador de la provincia de Santiago del Estero entre 1916 y 1919.

## Biografía
Nació en la ciudad de Córdoba aunque se radicó en Santiago del Estero. No tuvo una educación superior, pero era un hombre práctico. Fue miembro del Consejo Provincial de Educación en 1902 y, tras ocupar varios cargos públicos secundarios, en 1912 fue elegido diputado nacional. Estaba casado con Ana María de la Plaza, sobrina del presidente Victorino de la Plaza.
Pese a la aparente superioridad numérica de la Unión Cívica Radical, compitió en las elecciones contra un radicalismo dividido en dos bandos, los "negros" y los "blancos". Fue elegido gobernador el 15 de mayo de 1916 y asumió el mando el 28 de octubre, dos semanas después de la asunción presidencial de Hipólito Yrigoyen. Fueron sus ministros Agustín Olmedo y Manuel Alonso, mientras el exgobernador Manuel Argañarás presidía el Consejo de Educación y el doctor Alejandro Gancedo ejerció como intendente de la capital provincial.
Su mandato no fue rico en grandes iniciativas, y la crisis causada por la Guerra Mundial lo obligó a una extrema austeridad, que supo controlar con precisión. Se construyeron grandes obras de defensa contra las crecidas del río Dulce, se pavimentaron calles céntricas y se elevó el número de escuelas a 230 en toda la provincia. También se proyectó un puente carretero entre la capital y La Banda, que no llegó a construirse hasta 1927.
El principal problema que debió afrontar fue político: era una de las más fuertes provincias opositoras y un verdadero ejemplo de la violación de la pureza electoral frente a un gobierno nacional que intervenía las provincias opositoras justamente por esa razón. Pero el gobierno de Cabanillas terminó salvándose por un acto de delicadeza de Yrigoyen: la intervención federal que sus partidarios le pedían a Santiago del Estero debía estar firmada por el líder de ese partido en la provincia y el mismo candidato a gobernador vencido por Cabanillas, Ramón Gómez, que era el ministro del Interior de la Nación. Para no aparecer como favoreciendo la posición del propio Gómez, Yrigoyen rechazó todos los pedidos de intervención federal. No obstante, debió enviar tropas del Ejército para garantizar al menos parcialmente la pureza en las elecciones legislativas de 1918, en las que los radicales finalmente obtuvieron la victoria. El Poder Judicial de la provincia también pidió la intervención federal, pero este nuevo pedido también fue rechazado.
El gobernador Cabanillas estaba visiblemente muy enfermo, y a principios de febrero de 1819 delegó el mando en el presidente de la Legislatura, Juan Anchezar. A continuación se trasladó a Buenos Aires con la intención de ser atendido por médicos capacitados, pero su salud no mejoró. Falleció en Buenos Aires el 26 de junio de 1919.
Fue enterrado en el cementerio de Santiago del Estero. Su sucesor, Juan Anchezar, apenas alcanzó a permanecer menos de cuatro meses en el gobierno: el 17 de octubre, Yrigoyen firmó el decreto de intervención federal de Santiago del Estero.